# Baños Cochamó
Los baños de Cochamó son manantiales termales ubicados en la Región de Los Lagos, utilizados para fines medicinales. También son llamados baños Concha.

## Historia
Luis Risopatrón lo describe en su Diccionario Jeográfico de Chile de 1924:: 224 
Cochamó (Termas de) 41° 31' 72° 18'. Con dos pozos de agua azufrada, de 25 i 28,75° C de temperatura i un tercero con 15° C, brotan en la misma playa i las cubre la marea, en la costa E de la parte N del estero de Reloncaví, a corta distancia al S de la desembocadura del rio de aquel nombre. 63, p. 486; i 85, p. 105 i 106; agua de Cochamó o Concha en 61, XXXII, p. 410; i XXXIX, p. 25.